# Cratoptera arvina
Cratoptera arvina är en fjärilsart som beskrevs av Druce 1892. Cratoptera arvina ingår i släktet Cratoptera och familjen mätare. Inga underarter finns listade i Catalogue of Life.